# Mark A. Sammut

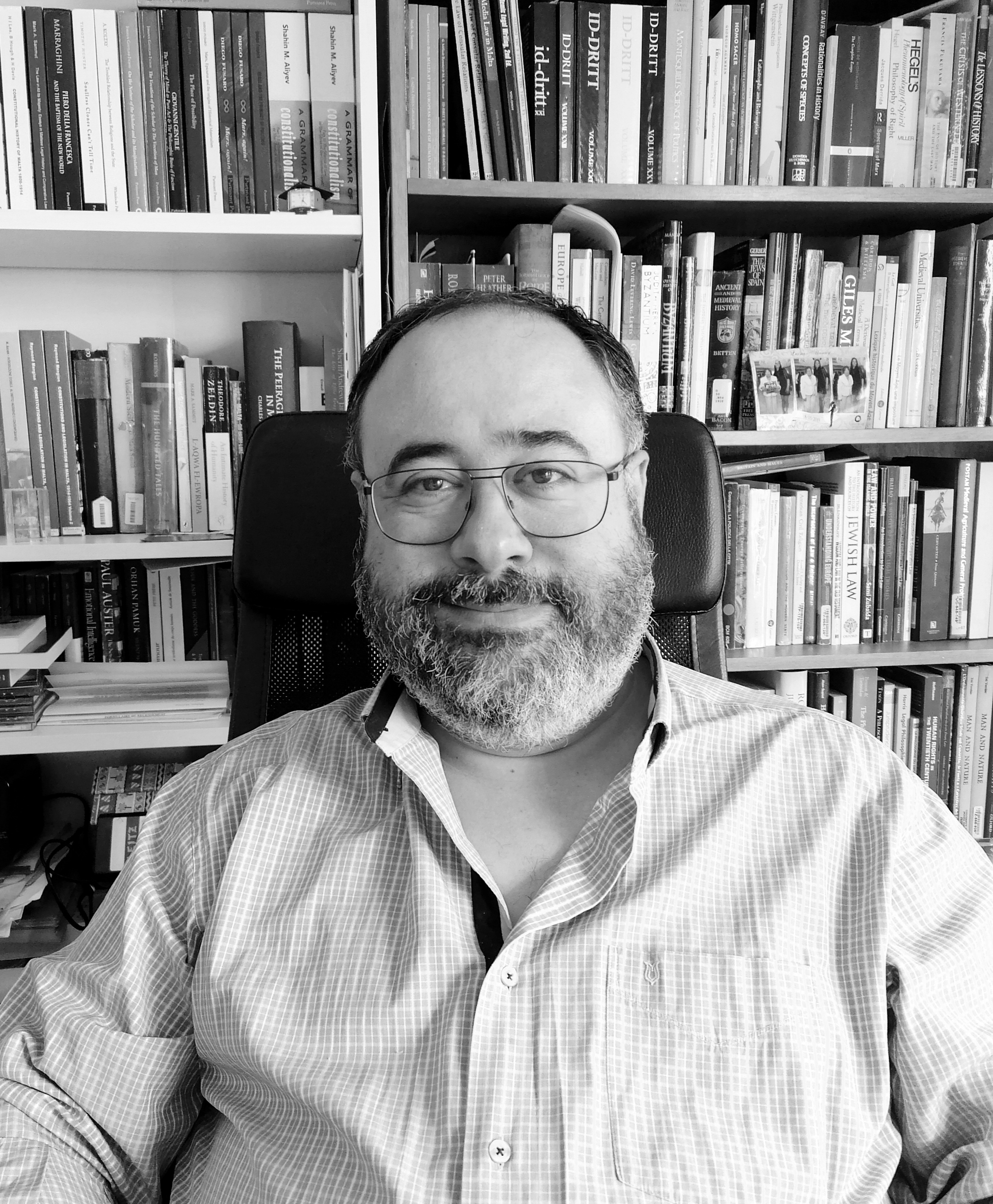
Mark Sammut (2021)

Mark A. Sammut (* 2. Oktober 1973 auf Malta) ist ein maltesischer Autor.

## Kindheit und Jugend
Sammut wurde als Sohn des Schriftstellers Frans Sammut und Catherine Sammut auf Malta geboren. Er besuchte das Stella Maris Kolleg, das Vassalli Gymnasium sowie das GF Abela Gymnasium. Anschließend studierte er an der Universität Malta sowie der Universität London, dem University College London und der London School of Economics and Political Science. 

## Politische und sonstige Aktivitäten
Als Stadtrat war er von 1993 bis 1996 aktiv, sowie als Mitglied des Co-Operative Societies Board von 1997 bis 1998, als Sekretär der Maltesischen Notariatskammer von 2000 bis 2003, als Honorarkonsul Lettlands (2001–2006), und als Vorsitzender des Verbands der maltesischen Sprache, der Maltese Language Association an der Universität Ghaqda tal-Malti von 2007 bis 2009.
Politisch war Sammut von 1993 bis 2003 aktiv, von 1996 an gehörte er zur Partit Laburista. 
Er ist Mitglied der Royal Historical Society, European Society for Comparative Legal History sowie der Malta Historical Society.
Von 2014 bis 2016 lehrte Sammut Geschichte des maltesischen Strafgesetzes an der Universität Malta.
Seit 2017 schreibt Sammut für die Sonntagsausgabe der Zeitung The Malta Independent.

## Veröffentlichungen (Auswahl)
- A Short History of Latvia/L-Istorja tal-Latvja fil-Qosor. [Eine kurze Geschichte Lettlands] Malta 2004, ISBN 978-9993202868.
- Il-Liġi, il-Morali, u r-Raġuni [Recht, Moral und Vernunft] in Zusammenarbeit mit Giuseppe Mifsud Bonnici, ehemaliger Richter des Europäischen Gerichtshofs für Menschenrechte und ehemaliger Oberrichter von Malta. Ius Melitae, Malta 2008, ISBN 978-9993288091.
- (Beitrag) The Mediterranean Region: Different Perspectives, Common Objectives (Verteidigungsministerium, Italien, 2010)
- The Law of Consular Relations. Xpl Law, Vereinigtes Königreich 2011, ISBN 978-1858113753
- (Editor und Co-Autor) Malta at the European Court of Human Rights 1987-2012. In Zusammenarbeit mit Patrick Cuignet und David A. Borg, mit Beiträgen von Kevin Aquilina Giovanni Bonello und Therese Comodini Cachia. Ius Melitae, Malta 2012, ISBN 978-9993288114.
- Texte zum Codice Municipale di Malta des Jahres 1784, zum maltesischen Strafgesetz sowie anderen Themen des Konsularrechts, der Rechtsgeschichte und -theorie.
- The Law in All Its Majesty: Essays in Maltese Legal History and Comparative Law.  Russell Square Publishing Limited, London 2016, ISBN 978-1-911301004.